# Пибоди (Канзас)
Пибоди (енгл. Peabody) град је у америчкој савезној држави Канзас.

## Демографија
По попису из 2010. године број становника је 1.210, што је 174 (-12,6%) становника мање него 2000. године.
| Група             | 2000.         | 2010.         |
| Белци             | 1.294 (93,5%) | 1.102 (91,1%) |
| Афроамериканци    | 21 (1,5%)     | 19 (1,6%)     |
| Азијати           | 0 (0,0%)      | 3 (0,2%)      |
| Хиспаноамериканци | 39 (2,8%)     | 40 (3,3%)     |
| Укупно            | 1.384         | 1.210         |